# Скуридин, Иван Куприянович
Ива́н Куприя́нович Скури́дин (1914—1944) — старший сержант, Герой Советского Союза (1944).

## Биография
Родился 21 августа 1914 года в селе Отрадное (ныне — Буландынский район Акмолинской области Казахстана). в семье крестьянина. Русский. Образование неполное среднее. Работал в колхозе, затем бухгалтером в конторе «Заготзерно» в городе Макинск. С 1936 года в рядах Красной Армии. Служил на Дальнем Востоке; остался на сверхсрочную. Дальнейшая служба проходила в Магадане.
С 15 августа 1941 года в составе 310-й стрелковой дивизии был направлен на Ленинградский фронт. Командир отделения 4-го стрелкового полка 98-й стрелковой дивизии (67-я армия, Ленинградский фронт). 17 января 1944 года в бою за деревню Сокули Ленинградской области старший сержант Иван Куприянович Скуридин закрыл своим телом амбразуру вражеского дзота, ценой жизни способствуя выполнению боевой задачи отделением.
Указом Президиума Верховного Совета СССР «О присвоении звания Героя Советского Союза офицерскому, сержантскому и рядовому составу Красной Армии» от 13 февраля 1944 года за «образцовое выполнение боевых заданий командования на фронте борьбы с немецкими захватчиками и проявленные при этом отвагу и геройство» был удостоен посмертно звания Героя Советского Союза.
Похоронен в посёлке Гостилицы Ломоносовского района Ленинградской области в братской могиле мемориала «Гостилицкий».

## Награды
- Герой Советского Союза (13 февраля 1944);
- орден Ленина.

## Память
- Мемориальные доски установлены:
  - в совхозе «Вильповицы» (Гатчинский район Ленинградской области);
  - на аллее Славы в городе Макинск (Акмолинская область, Казахстан).
- Имя И. К. Скуридина носят:
  - улица в Магадане;
  - Улица в городе Ломоносов (пригород Санкт-Петербурга)
  - Отрадненская средняя школа.
- 21 января 1975 года был спущен на воду грузовой теплоход Министерства морского флота СССР «Иван Скуридин».
- В 1979 году Министерство связи СССР выпустило художественный маркированный конверт с портретом И. К. Скуридина.
- В 1983 году переулок Новосёлов в городе Ломоносове переименовали в улицу Скуридина.
- В 1999 году И. К. Скуридин навечно зачислен в списки 3494 части (Восточный округ внутренних войск Министерства внутренних дел Российской Федерации, посёлок Эльбан).
- Подвиг И. К. Скуридина описан в поэме «Бессмертие» Геннадия Киркина.